# Narodni park Džigme Dordži
Narodni park Džigme Dordži , poimenovan po Džigme Dordži Vangčuku, je drugi največji narodni park v Butanu. Zaseda skoraj celotno okrožje Gasa, pa tudi severna območja okrožja Thimphu, Paro, Punakha in Vangdue Phodrang. Ustanovljen je bil leta 1974 in se razteza na površini 4316 km², kar zajema vse tri podnebne cone Butana, ki segajo v nadmorsko višino od 1400 do več kot 7000 metrov. V parku živi približno 6500 ljudi v 1000 gospodinjstvih, od samozadostnega kmetijstva in živinoreje. Uvrščen je kot poskusno mesto Butana na poskusni Unescov seznam svetovne dediščine. 

## Rastlinstvo in živalstvo
Park zagotavlja zatočišče za 37 znanih vrst sesalcev, vključno z več ogroženimi in ranljivimi vrstami, kot  so npr.: takin, snežni leopard, dimasti leopard (Neofelis nebulosa), bengalski tiger (Panthera tigris tigris), baral (Pseudois nayaur) ali himalajska modra ovca (Pseudois nayaur), črni mošusni jelen (moschus fuscus), himalajski črni medved (Ursus thibetanus laniger), mačji panda, volk (Ussuri dhole) in azijski linsang.. Prav tako je dom indijskega leoparda (Panthera pardus fusca), tara (Capricornis thar), zambarja (Rusa unicolor), jelena mutnjaka, gorala, svizca (Marmota himalayana), žvižgača (Ochotona himalayana) in več kot 300 vrst ptic. Je tudi edini park v Butanu, v katerem skupaj živijo nacionalna žival takin, cvet (modri mak - Meconopsis betonicifolia), ptica (krokar – Corvus corax) in drevo (cipresa).[

## Kultura
V parku so tudi območja kulturnega in gospodarskega pomena. Gora Džomolhari in gora Džitču Drake sta čaščeni kot domovi lokalnega božanstva. Utrdbe Lingshi dzong in Gasa dzong so območja zgodovinskega pomena. Reke Mo Čhu, Vangdi Čhu in Pa Čhu imajo svoje izvire v ledeniških jezerih, ki so v parku. 

## Ledeniki
Narodni park Džigme Dordži zajema večino severnega okrožja Gasa, vključno z večino vaških skupnosti Lunana in Laja gewog. Te gewogi so mesto nekaterih najbolj opaznih in negotovih ledenikov Butana. Ti ledeniki so se v zgodovini precej odtajali, kar je povzročilo smrtonosne in destruktivne poplave ledeniških jezer. Glavni med ledeniki in ledeniškimi jezeri v parku so Thorthormi , Luggje  in Teri Kang . Kot dopuščajo letni časi, delavci v parku delajo, da bi znižali nivo vode in s tem ublažili nevarnost poplavljanja v nižjem toku.